# Osage (Iowa)
Osage – miasto w Stanach Zjednoczonych, w stanie Iowa, siedziba hrabstwa Mitchell. W 2000 liczyło 3 451 mieszkańców.